# Friedrich Albert (Politiker)
Friedrich Albert (* 1805; † 1891) war ein deutscher Notar und Präsident der Landesversammlung der Landgrafschaft Hessen-Homburg.

## Leben
Nach seiner juristischen Ausbildung war Friedrich Albert als Regierungs-Advokat im 
Oberamt Meisenheim tätig und wurde dort im November 1838 als Nachfolger des suspendierten Justizamtmanns Sundheimer als erster gesetzlicher Ergänzungsrichter des Justizbeamten des Oberamts eingesetzt. Am 25. April 1841 wurde er als Advokat-Anwalt beim Landgräflichen Justiz-Oberamt vereidigt und war später Notar in Meisenheim. 
1859 wurde er Mitglied und Präsident der Landesversammlung der Landgrafschaft Hessen-Homburg.